# Streličarstvo na Mediteranskim igrama 2013.
Streličarstvo na Mediteranskim igrama 2013. održavalo se od 22. do 24. lipnja. Sportaši su se natjecati u četiri discipline, po dvije u muškoj i dvije u ženskoj kategoriji.

## Kalendar
| ● | Natjecanja | ● | Finala |

| Datum |    |    |    |    |    |    |    |    |    |    |    |    |
| 18    | 19 | 20 | 21 | 22 | 23 | 24 | 25 | 26 | 27 | 28 | 29 | 30 |
|       |    |    |    | ●  | ●  | ●  |    |    |    |    |    |    |

## Osvajači odličja

### Muškarci
| Kategorija  | Zlato                                             | Srebro                                                                       | Bronca                                                         |
| Pojedinačno | Antonio Fernández Španjolska                      | Michele Frangilli Italija                                                    | Alberto Zagami Italija                                         |
| Momčadski   | Hady Elkholosy Ahmed El-Nemr Ibrahim SABRY Egipat | Elias Miguel Cuesta Cobo Antonio Fernández Juan Rodriguez Liébana Španjolska | Michele Frangilli Mauro Nespoli Alberto Alfonso Zagami Italija |

### Žene
| Kategorija  | Zlato                                                     | Srebro                                                                          | Bronca                                                  |
| Pojedinačno | Guendalina Sartori Italija                                | Mirene Etxeberria Španjolska                                                    | Natalia Valeeva Italija                                 |
| Momčadski   | Claudia Mandia Guendalina Sartori Natalia Valeeva Italija | Mirene Etxeberria Ferrer Elena Fernandez Gonzalez Magali Foulon Gohy Španjolska | Aurelie Carlier Melanie Gaubil Sophie Planeix Francuska |